# كازانوفا فلليني (فلم)
كازانوفا فلليني (بالإيطالية: Il Casanova di Federico Fellini) هو فيلم دراما، تاريخي، وسيرة ذاتية إيطالي للمخرج فيديريكو فليني عام 1976 مأخوذ من السيرة الذاتية لجاكومو كازانوفا، الفيلم من بطولة النجوم دونالد ساذرلاند، وتينا أومونت، وسيسيلي براون، وصُوّر بالكامل في استوديوهات سينيسيتا في روما، وحصل الفيلم على جائزة الأوسكار لأفضل تصميم أزياء للمصمم دانيلو دوناتي.

## طاقم التمثيل
- دونالد سثرلاند: في دور جياكومو كازانوفا
- تينا أومونت: في دور هرينيتا
- سيسايلي براوني: في دور المركيز دو اورفيى
- كارمين سكاربيتا[الإنجليزية]: في دور مدام كاربيلون
- كلارا الجرانتي: في دور ماركولينا
- دانيلا جاتي: في دور جيزيلدا
- مارجريت كليمنتي: في دور مادلين
- ماريو سينسيللي: في دور دكتور موبياس
- اوليمبيا كارليسي[الإنجليزية]: في دور أخت ايزابيلا
- سيلفانا فساكيا: في دور إيزابيلا
- تشيستي مورجان[الإنجليزية]: في دور باربرينا
- ليدا لوجوديس: في دور روزالبا (الفتاة الدمية)[7]

### الشخصية التاريخية
كازانوفا هو شخصية تاريخية حقيقية، اسمه جاكامو جيوفاني كازانوفا (1725-1798) وهو كاتب وكاهن وجندي ودبلوماسي، موطنه البندقية.
اشتهر باسم «أمير المغامرين الإيطاليين»، حاول والداه اللذان كانا يعملان في مجال التمثيل أن يدخلاه الدير، لكن طُرِدَ عندما كان عمره 16 سنة بسبب سوء تصرفاته. انضم للتنظيم الماسوني في مدينة ليون عام 1750، ثم تنّقل بين عدة مدن أخرى، إلى أن عاد لمسقط رأسه البندقية عام 1755، حيث اتُهم بممارسة السحر، وسجن لمدة خمس سنوات، لكنه هرب من السجن وتنقل في البلدان الأوروبية وتقلب في كتاباته بين الشعر والنقد والترجمة، لكن أهم عمل له كان مذكراته «قصة حياتيThe Story of My Life»، وفيها تسجيل لحياته الماجنة.

## أحداث الفيلم
يبدأ الفيلم بكرنفال في البندقية يرتدي فيه الأهالى الأقنعة وتنطلق الألعاب النارية ويعلو الصياح. يظهر كازانوفا ويأتيه صوتا يدعوه للذهاب إلى إحدى جزر البندقية لإقامة علاقة غرامية مع راهبة مزيفة من أجل متعة صاحب الدعوة الثري، والذي يكتفي بالمشاهدة من فتحة في الجدار، ويفشل كازانوفا في جذب إنتباه الثري لأبحاثه في الكيمياء ومخططاته الأخرى. في رحلة عودة كازانوفا يتم القبض عليه ويحاكم بتهمة ممارسة السحر الأسود وحيازة كتب شريرة ممنوعة عن الهرطقة ونقد الدين ويسجن لخمس سنوات. يقبع كازانوفا في زنزانة صغيرة، ويعيش في ذكرياته الغرامية مع صاحبة مشغل، ويجد في مشغلها فتاة صغيرة تدعى آنا ماريا لا تتحدث ولا تشارك البنات في المرح، تصاب بإغماء وينصح الطبيب لها بالراحة في مخدعها، ويدخل عليها كازانوفا ليقضي معها الليلة، وفي صباح اليوم التالى يجدوها سعيدة مقبلة على الحياة.
ينجح كازانوفا في الهروب من السجن ويرحل إلى باريس ويستضيفة المركيز دي أوفري وهو صاحب صالون يعتبر ملجأ لكل شخص مولع بالثقافة والفنون. يقابل في الصالون النبيل سان جيرمان، الساحر والمنجم، وزوجة المركيز دي أوفري والتي تعتقد أن كازانوفا يعرف سر حجر الفيلسوف، وإذا حملت من كازانوفا، ستحمل بطفل له نفس نخاع عظمها وتموت لحظة الولادة لتعيش كرجل خالد. في صالون سان جيرمان يرى ويستمع للجميلة هرينيتا وهي تعزف التشيلو ويقع في حبها، وبعد ليلة حب معها، تغادر قبل الفجر وتترك له رسالة الأ يبحث عنها، وتتركه يبحث عنها دون جدوى. يكبر في العمر ويعتقد أن قوته الجنسية تضعف. يرحل إلى روما وسمعته تسبقه. في قصر السفير الإنجليزي في روما تالو يتقدم شاب إسمه ريغوتو يظن الجميع إنه الأقوى في القدرة الجنسية، ويسخر منهم كازانوفا ويدعي أن هذه القوة الجنسية تزيد مع العلم والمعرفة بحركة النجوم وكيمياء السوائل.  رغبته في أن يؤخذ على محمل الجد ككاتب ومخترع لا تتحقق، ويصاب بالإحباط من الطبيعة البرية المتوحشة، وهنا يلتقي بروزالبا، وهي دمية ميكانيكية يشاركها في الرقص ويذهب معها إلى الفراش فيما بعد. بمرور الزمن يجد كازانوفا نفسه أمين مكتبة للكونت فالدستين في قلعته في دوكس. الحياة في القلعة هي أكثر من محبطة لكازانوفا، لأنه أجبر على تناول الطعام مع الخدم الآخرين ولا يحصل على الإحترام ولا الطعام الذي يدعي أنه يستحقه. في المشهد الأخير نجد كازانوفا ملطخ بالدماء يتأرجح على كرسي بذراعين ويسرد حلمًا. في هذا الحلم عاد كازانوفا إلى البندقية ويطارد أشباح عشيقاته، اللاتي يختفين جميعًا، ثم يلتقي أخيرًا مع الدمية الميكانيكية روزالبا ليرقص معها بهدوء.

## الإنتاج
المنتج الإيطالى دينو دي لورنتيز رشح الممثل الأمريكى الوسيم روبرت ريدفورد لدور كازانوفا، واعترض المخرج فللينى أيضا، تم ترشيح جاك نيكلسون ومارشيلو ماستريانى وآخرين. إنسحب المنتج دى لورنتيز وإنتقل الإنتاج إلى البرتو جريمالدى، ووقع الأمريكى دونالد سثرلاند الذي قال في حديث تلفزيونى إنه كان يحتاج إلى أربع ساعات قبل التصوير لعمل المكياج، حيث أن فلليني طلب منه أن يحلق رأسه ويرتدي كلًا من الأنف الاصطناعي والذقن. أضطر فلليني إلى إعادة تصوير أجزاء كبيرة من الفيلم، بما في ذلك المشهد الأول في الفيلم (مشهد كرنفال البندقية)، عندما تمت سرقة ما يقرب من سبعين بكرة من الفيلم من معامل تكنيكولور بروما، ويبدو ان اللصوص كانوا مهتمين بسرقة بكرات فيلم سالو، أو 120 يوما من سدوم للمخرج العالمي الإيطالي بازوليني، وايضا بعض بكرات من أعمال المخرج الإيطالى داميانو دامياني من فيلمه عبقري وشريكان وخداع وبطولة الممثل الايطالى تيرنس هيل والذي برع في أفلام (الكاوبوي) الايطاليين. نينو روتا الموسيقار الإيطالي والذي أعتمد عليه فللينى في كثير من أفلامه، هو من وضع موسيقى هذا الفيلم.

### النمط أو الطراز
تتميز أفلام فلليني بالرمزية، والأسلوب العالي في وضع الممثلين في المشهد (مايس-آن-سين) وهو تعبير يستخدم لوصف جانب التصميم والإعداد في إنتاج الفيلم، والذي بشكل أساسي يعني النطاق البصري.  باستخدام مجموعة من المؤثرات البصرية، حاول فلليني أن يصور كازانوفا كشخصية فاسدة غير قادرة على إظهار أي عاطفة حقيقية، وهذا الأسلوب (الفلليني) نجده ملحوظ في تمثيل دونالد سثرلاند ومظهره، والذي تم رسمه بشكل واضح وبناء على طلب المخرج. تقنيات أخرى غير عادية تشمل مشهدًا حيث يجدف ساذرلاند وهو في قارب عبر بحر عاصف مصنوع من صفائح بلاستيكية سوداء. كره فلليني لشخصية كازانوفا كان واضحا، وفي إحدى المقابلات أشار إلى انه في الفيلم يفضح فراغ حياة كازانوفا، ونتيجة لذلك، يتعارض تفسير فلليني مع فكرة بعض الكتاب عن كازانوفا باعتباره شخصية تنويرية. كان النص الأصلي قاسيًا جدًا على الشخصية التاريخية. يقول فلليني أنه عندما بدأ تصوير مشهد كازانوفا والراهبة المزيفة، بدأ يتعاطف مع عدم قدرة كازانوفا على الحب، وكان من الطبيعى أن ينهى الفيلم وهو يمنح كازانوفا شخصية الدمية الميكانيكية.

## الجوائز والترشيحات
جوائز الأوسكار الأمريكية 1977: حصل دانيلو دوناتى على جائزة أفضل تصميم أزياء
وترشح فللينى وبيرناردينو زابوني لأفضل سيناريو مأخوذ من عمل آخر.
جوائز دافيد دي دوناتيللو الايطالية 1977: حصل نينو روتا على جائزة أفضل موسيقى
جوائز بافتا البريطانية 1978: حصل دانيلو دوناتى على جائزة أفضل تصميم أزياء
حصل دانيلو دوناتى وفلليني علي جائزة أفضل تصميم إنتاجي وفن اخراجي
وترشح لجائزة أفضل سيناريو للكاتب جوسيبي روتانو

## وصلات خارجية
- مقالات تستعمل روابط فنية بلا صلة مع ويكي بيانات